# شیرین نسا

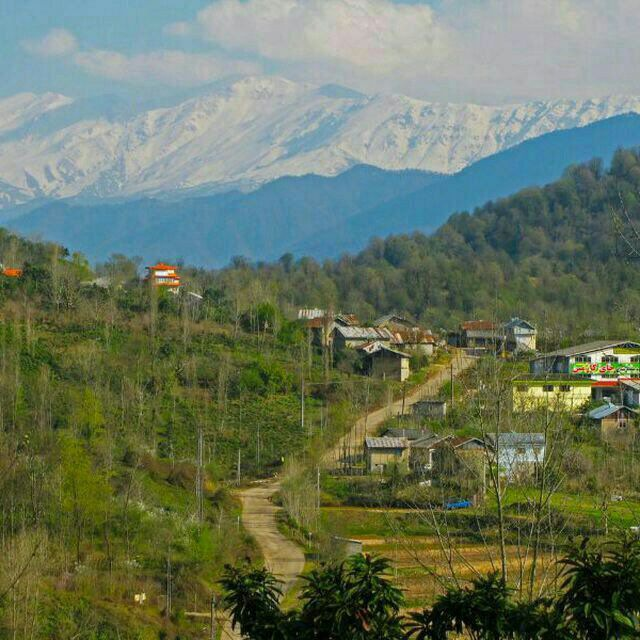

شیرین نسا، روستایی از توابع بخش مرکزی شهرستان لاهیجان در استان گیلان ایران است.

## جمعیت
بر اساس سرشماری عمومی نفوس و مسکن در سال ۱۳۹۵ تعداد ۶۸ خانوار در این روستا زندگی می‌کنند . جمعیت روستا ۱۷۷ نفر که ۸۹ نفر مرد و ۸۸ نفر زن می‌باشند .
این روستا در دهستان لیل قرار دارد و براساس سرشماری مرکز آمار ایران در سال ۱۳۸۵، جمعیت آن ۲۶۰ نفر (۸۴خانوار) بوده‌است.

## رسانه
1. وب سایت|http://www.shirnesa.ir
2. اینستاگرام|.https://www.instagramcom/rostayshirnesa/
3. تلگرام |t.me/rostayshirnesa

## وجه تسمیه شیرنسا
بنا به گفته های افراد قدیمی روستا در زمان قدیم زنی در روستا سکونت داشته که تعداد زیادی گاو و گوسفند را به تنهایی پرورش می داد و همچنین علوفه دامهایش را نیز ، خود به تنهایی از جنگل تهیه می نمود .
این زحمت و پشتکار این بانوی دلاور در تمامی روستاهای اطراف زبانزد بوده و هر کسی میخواسته اسمی از روستا ببرد ، از این شیرزن بعنوان اسطوره کار و تلاش یاد می برد .
با توجه به دخیل بودن زبان عربی در اکثر نقاط کشور ایران به مرور زمان اسم روستا به شیرنسا تغییر پیدا کرد .(شیرزن)